# استفان دوجاریک
استفان دوجاریک (فرانسوی: Stéphane Dujarric de la Rivière‎؛ زادهٔ ۲۰ اوت ۱۹۶۵) سیاست‌مدار اهل فرانسه است. او سخنگوی آنتونیو گوترش، دبیرکل سازمان ملل متحد است. او در ۱۹ فوریه ۲۰۱۴ توسط دبیرکل قبلی، بان کی‌مون، به این مقام منصوب شد. دوجاریک پیش از این به عنوان سخنگوی کوفی عنان، دبیرکل سازمان ملل متحد از سال ۲۰۰۵ تا ۲۰۰۶ فعالیت می‌کرد.